# Trilochana
Trilochana là một chi bướm đêm thuộc họ Sesiidae.

## Các loài
- Trilochana scolioides  Moore, 1879
- Trilochana caseariae  Yang & Wang, 1989
- Trilochana chalciptera  Hampson, 1919
- Trilochana illustris  Kallies & Arita, 1998
- Trilochana insignis (Butler, 1885)
- Trilochana nagaii  Arita & Kallies, 2003
- Trilochana oberthueri  Le Cerf, 1917
- Trilochana smaragdina  Diakonoff, 1954
- Trilochana triscoliopsis  Rothschild, 1925